# Etambutol
El etambutol es un antibiótico hidrosoluble y termoestable. Se sintetizó por primera vez en 1961.
Es un fármaco utilizado en el tratamiento de las infecciones por micobacteria, incluyendo la tuberculosis y las infecciones por micobacterias atípicas.
El etambutol es un bacteriostático, aunque también muestra efectos bactericida si las concentraciones son lo suficientemente elevadas. Actúa inhibiendo la transferencia de los ácidos micólicos a la pared celular e inhibe la síntesis de arabinogalactano, un polisacárido clave en la estructura de la pared celular de las micobacterias y en donde se forman las moléculas de ácido micólico.
Es activo únicamente en bacterias en fase de multiplicación activa.
Prácticamente todas la cepas de Mycobacterium tuberculosis, M. kansaii y otras del complejo M.avium son sensibles al etambutol. La sensibilidad de otros microorganismos no tuberculosos es variable, además no tiene efecto alguno en otras bacterias.
Este fármaco detiene la proliferación de casi todos los bacilos de tuberculosis resistentes a isoniazida y estreptomicina.
La resistencia bacteriana a etambutol recientemente se ha asociado a una sola mutación en el gen embB, que codifica la síntesis de la enzima arabinosiltransferasa, relacionada con la síntesis de polímeros de arabinosa y galactosa de la pared celular y probablemente la verdadera diana del etambutol.

## Farmacocinética
El 75% a 80% de una dosis oral de etambutol se absorbe en el tubo digestivo.
Las concentraciones plasmáticas máximas se alcanzan entre las 2 a 4 horas posterior a la administración y son proporcionales a la dosis.
La semivida del medicamento es de 3 a 4 horas, pudiendo aumentar hasta 15 horas en la insuficiencia renal. El etambutol se metaboliza parcialmente en el hígado, siendo eliminado en la orina (en 24h un 75% de la dosis se excreta por la orina) y en las heces.

## Indicaciones
El etambutol (clorhidrato de etambutol) se considera como un agente antituberculoso de primera línea, se utiliza junto a isoniazida, pirazinamida, rifampicina y/o estreptomicina en el tratamiento de diversas formas de tuberculosis.
La dosis habitual en adultos es 15mg/kg una vez al día.
Si ha habido un tratamiento anterior se administran 25 mg/kg/día durante 60 días, reduciendo después la dosis a 15 mg/kg/día.
Alternativamente, puede utilizarse un tratamiento de 50 mg/kg/día dos veces por semana o 25-30 mg/kg/día tres veces por semana.
En enfermos con insuficiencia renal requiere ajuste de dosis.
No se recomienda en menores de cinco años.

## Efectos adversos
Este fármaco produce pocas reacciones adversas.
El efecto adverso más importante es la neuritis óptica, que se manifiesta por una pérdida de la agudeza visual, estrechamiento del campo visual, pérdida de discriminación a los colores y escotomas centrales o periféricos. Estas reacciones son proporcionales a la dosis y usualmente son reversibles cuando se discontinúa el tratamiento.
Se observan en el 15% de pacientes que reciben 50 mg/kg/día, 5% de los que reciben 25 mg/kg/día y 1% de los sujetos que reciben la dosis habitual para tuberculosis de 15 mg/kg/día.
Otras reacciones adversas observadas durante el tratamiento con etambutol han sido erupción, fiebre, artralgia, cefalea, malestar general, confusión, mareos, trombocitopenia, azoemia, nefritis intersticial, neuropatía periférica, necrólisis epidérmica tóxica y molestias gastrointestinales.
Se ha comunicado hiperuricemia con y sin ataques de gota, debido a que el etambutol eleva la concentración de ácido úrico sanguíneo en alrededor del 50% de los pacientes tratados, ya que disminuye la excreción renal de este ácido.